# Ringweg

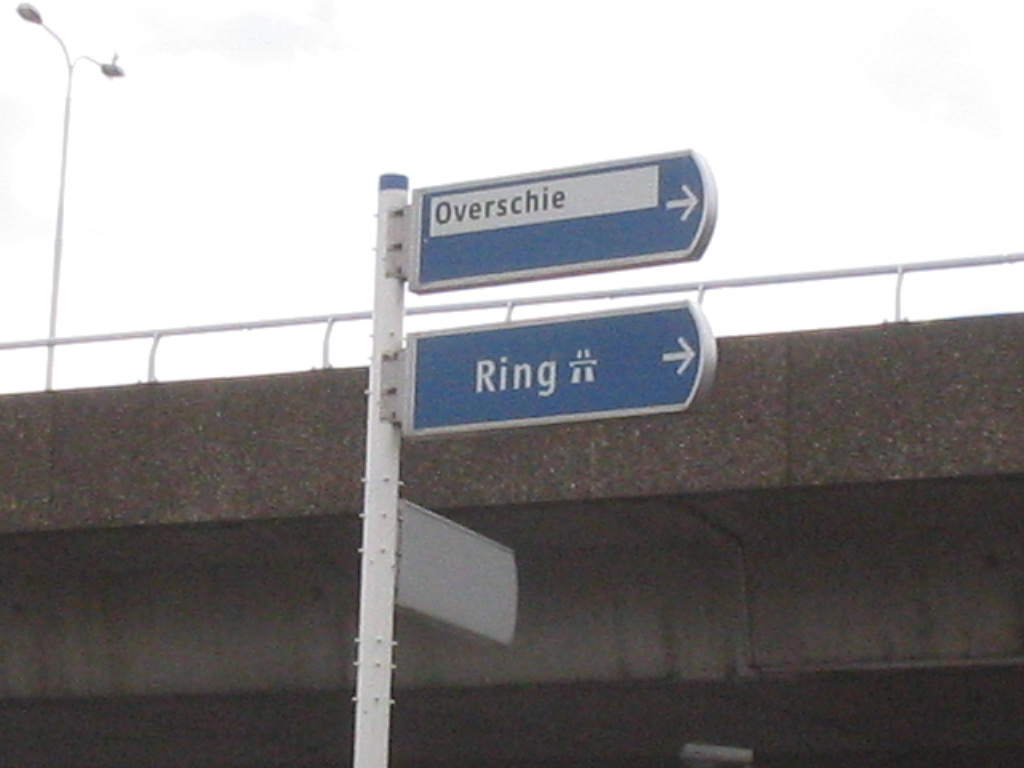
Bord met de aanduiding Ring bij Rotterdam

Binnenste ringweg van Shanghai

Uitleg binnen-/buitenring

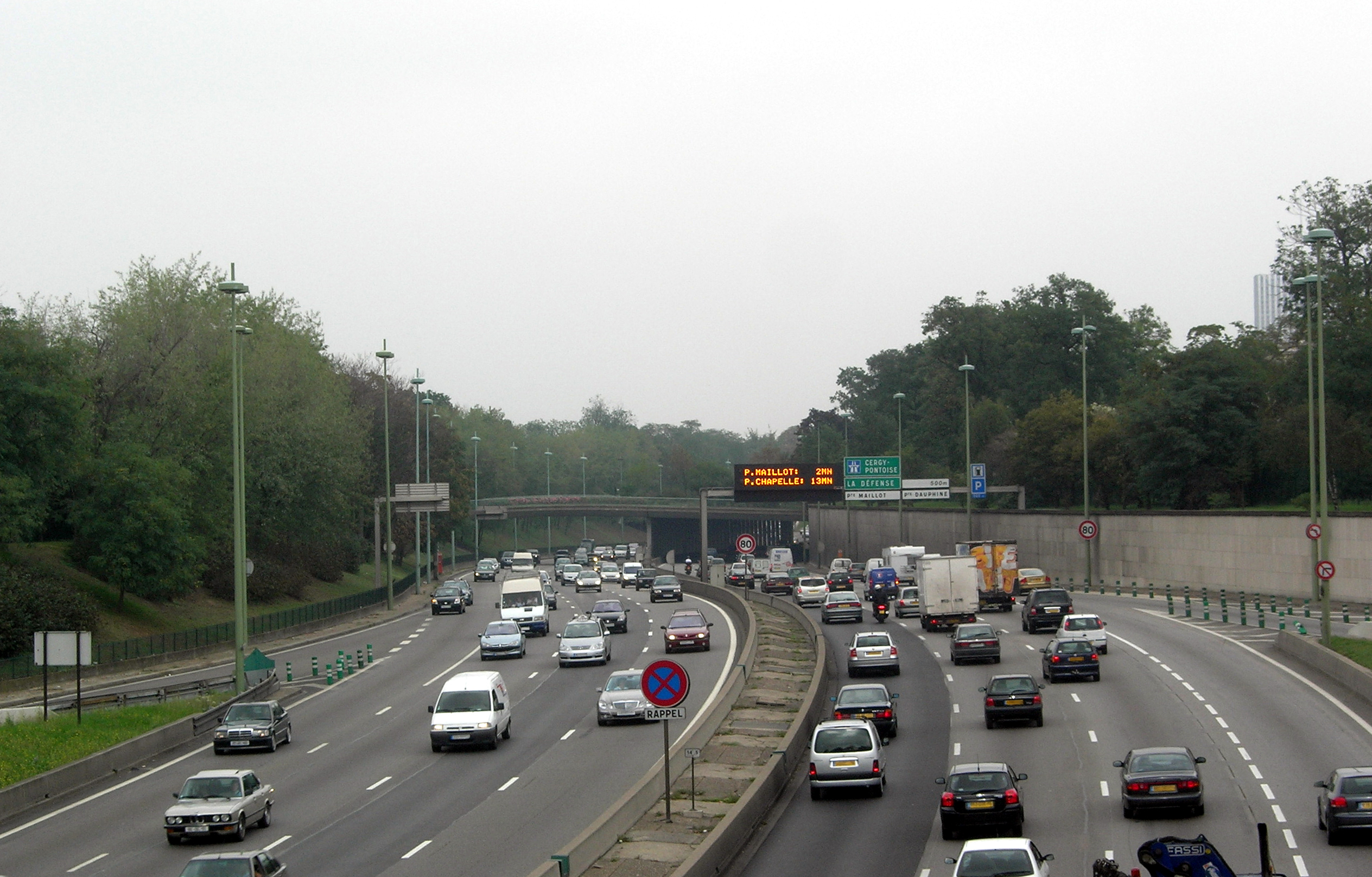
Parijse Boulevard Périphérique, ter hoogte van Porte de la Muette

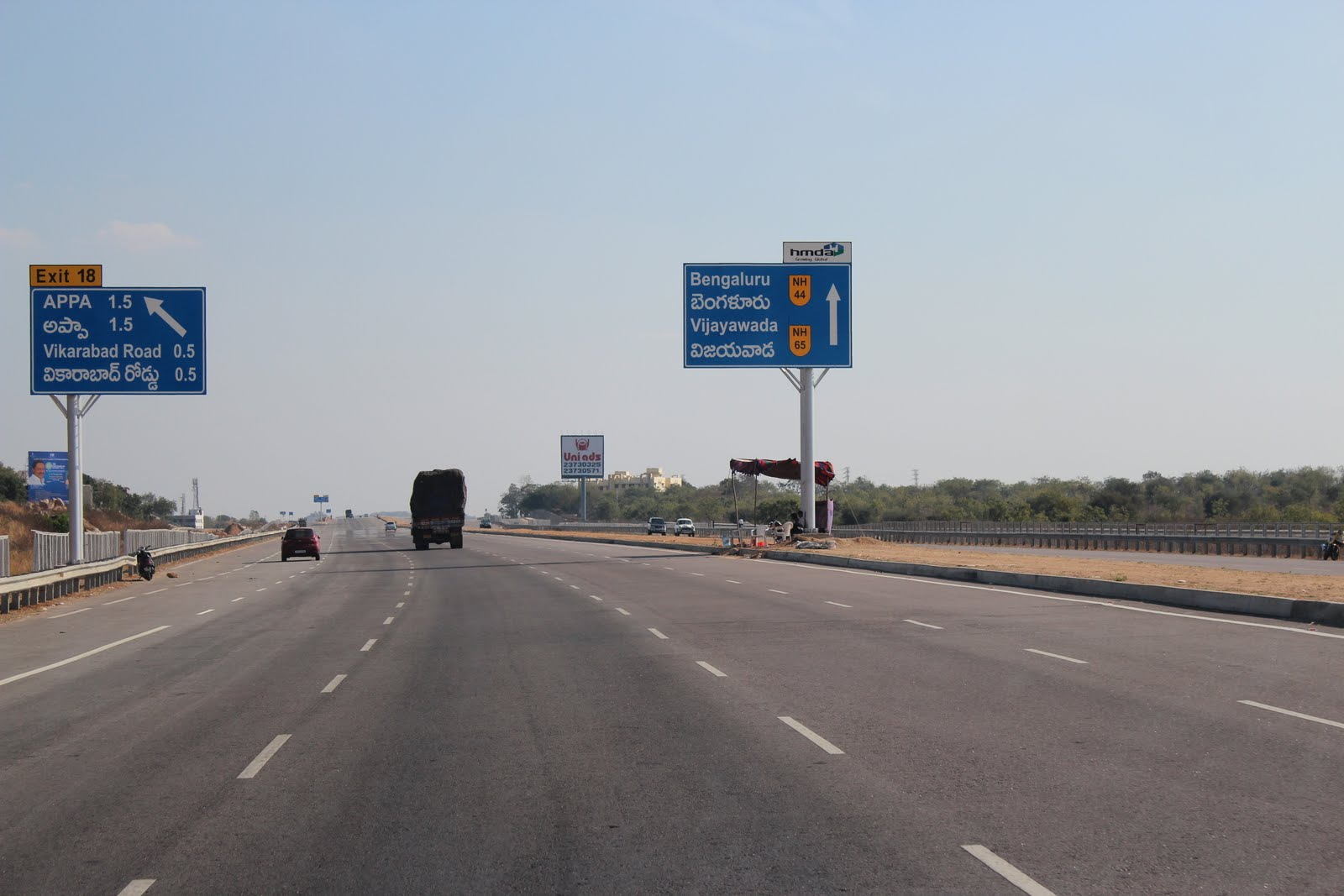
Outer Ring Road (ORR), Haiderabad

Ontwikkeling van de Greensboro Urban Loop

Een ringweg of ook wel bypass is een weg die als een ring een bepaald gebied (gedeeltelijk) omsluit voor het verkeer. Ringwegen faciliteren snellere doorstroming van het verkeer en ontlasten het gebied dat ze omsluiten.
De termen randweg of rondweg (synoniemen van elkaar) slaan op iets anders. Vaak wordt de term ring(weg) daarvoor onterecht gebruikt. Het gaat dan om een route die zich langs de (buiten)rand van een stads- of dorpskern bevindt – zonder deze te omsluiten – en die dient om het verkeer uit de kern te houden. Een rand- of rondweg kan ook tangent genoemd worden. 
Sommige ringwegen worden als nieuwe weg aangelegd (Boulevard Périphérique Parijs en de Grote Ring Brussel), anderen ontstaan pas later als een geplande aaneenschakeling van bestaande wegen (Ring Rotterdam). Ondanks de naam zijn ringwegen zelden rond. Soms is de ring (nog) niet volledig gesloten.

## Naamgeving
In Nederland spreekt men van ring, ringweg of rondweg. In Vlaanderen spreekt men van een ring, ook in het geval van een rand- of rondweg. Een verouderde benaming is ceintuurbaan. In sommige steden wordt een ringweg vanwege zijn vorm ook wel anders genoemd. In Rotterdam spreekt men bijvoorbeeld van de ruit van Rotterdam.

### Grote/kleine ring
In het Belgisch-Nederlands wordt soms gesproken van grote of kleine ring. Het gaat dan om meerdere ringwegen rond grote steden. Daarbij loopt de grote ring verder buitenom de stad en is de kortere route dichter bij het centrum de kleine ring.

### Binnen-/buitenring

#### België / Frankrijk
Met de begrippen binnen- en buitenring kunnen verschillende dingen bedoeld worden:
In België en ook in Frankrijk zijn het definities voor de baan (=rijrichting) van de ringweg. Gerekend vanuit de stad/het stadscentrum is de binnenring de binnenste baan van een ringweg en wordt met buitenring de buitenbaan bedoeld. Bij een aantal Franse steden wordt bijvoorbeeld Boulevard Peripherique Interieur respectievelijk BP exterieur aangegeven. Op de binnenring rijdt het verkeer dus in de richting van de wijzers van de klok. Althans in landen waar het verkeer rechts rijdt.

#### Nederland
Binnen onder meer Nederland worden de begrippen anders gebruikt. Daar gaat het namelijk om verschillende wegen die dichter, respectievelijk verder weg van de stad/het stadscentrum liggen.
Zo is bij Amsterdam de Binnenring soms de A10 door de buitenwijken van de stad, terwijl met buitenring dan de zuidelijke A9 wordt bedoeld, die min of meer als ring (eigenlijk meer als randweg) in een wijdere bocht om de stad loopt. Binnenring is voor Amsterdam overigens ook de route Marnixstraat-Weteringschans-Sarphatistraat-Czaar Peterstraat. Deze ligt nog binnen de Centrumring (stadsroute S100). De route Frederik Hendrikstraat, Bilderdijkstraat, 1e Constantijn Huygensstraat, Van Baerlestraat en Ceintuurbaan wordt  ook de (binnenste) Buitenring genoemd. 
Ook in Almere wordt de term buitenring gebruikt, daar voor de voormalige S106, het oostelijke gedeelte van de  N702.
Parkstad Limburg heeft ook een binnen- en buitenring. De binnenring volgt grofweg de gemeentegrens van Heerlen van de Woonboulevard tot het Parkstad Limburg Stadion en heeft het nummer S100 gekregen. De buitenring (met het nummer N300 gaat van Nuth naar Simpelveld door de Parkstad-gemeenten Brunssum, Landgraaf en Kerkrade. Beide ringen gaan gecombineerd door zeven gemeenten.

### Centrumring en parkeerring
Een ringweg dicht bij het centrum wordt in Nederland bewegwijzerd als Centrumring. Dergelijke ringwegen middenin de stad zijn meestal geen autosnelweg.
Een parkeerring is een parkeerroute die de parkeervoorzieningen rond het centrum verbindt.

## Ringwegen in België

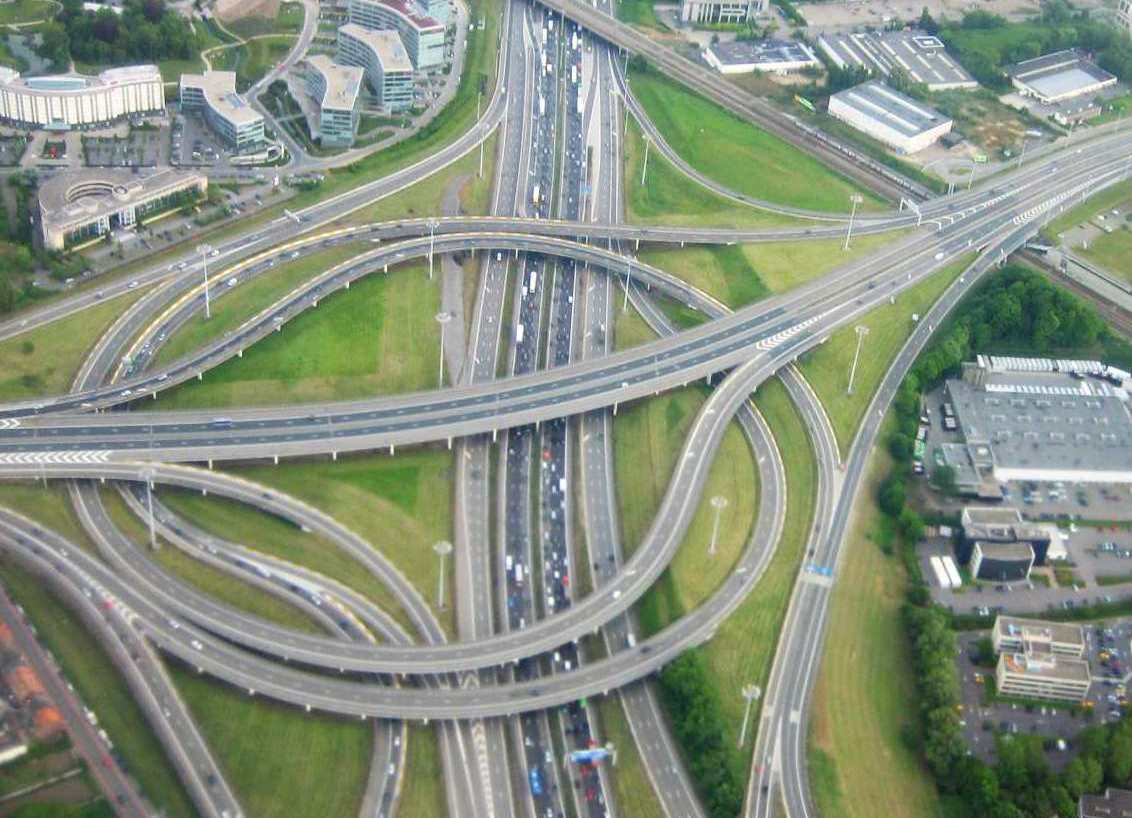
Knooppunt op de Grote ring Brussel

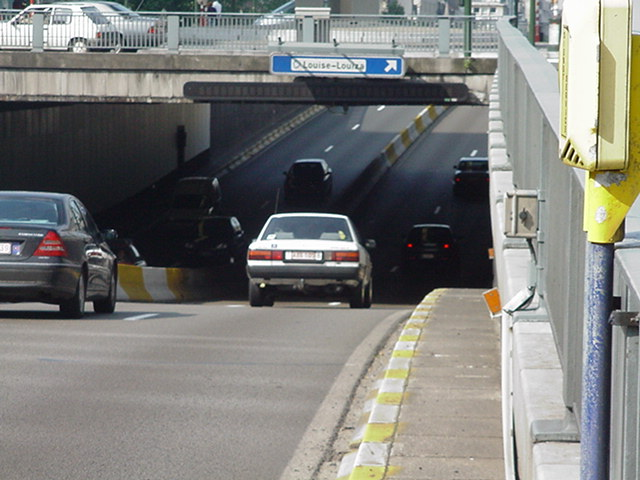
Naamsepoorttunnel in de R20, de kleine ring rond Brussel-centrum

De ringwegen in België worden specifiek aangeduid met een R-nummer. Zo omringt de R23 Leuven, loopt de R30 rond Brugge-centrum en de R71 rond Hasselt. De ringwegen kunnen een autosnelweg, autoweg of gewestweg zijn. Er kan ook sprake zijn van een combinatie; zo is de R0 grotendeels als autosnelweg uitgevoerd, met uitzondering van het zuidoostelijke traject.
Brussel beschikt over twee volledige ringwegen:
1. De Grote ring of R0, die zo'n 75 km lang is.
2. De R20 of kleine ring: (Frans: Petite Ceinture) deze is 8 kilometer lang en heeft de vorm van een vijfhoek. De weg volgt deels de gemeentegrens van Brussel met de omliggende gemeenten. De Kleine Ring ligt op dezelfde plaats waar de tweede stadsomwalling lag.

De R1 rond Antwerpen vormt een incomplete ringweg samen met de tevens incomplete R2 en stukjes van de A11 (E34) en de A12. Via de drie laatste wegen wordt een veel ruimere noordelijke route rond de stad gevolgd. De R1 wordt een gesloten ring tegen 2030 met de Oosterweelverbinding.
Het R1-traject loopt samen met de daarnaast liggende Singel (R10) over de vroegere Brialmontomwalling.
De Organisatie Ringland heeft de overkapping van de R1 (het in tunnels heraanleggen van de weg) op de politieke agenda geplaatst. Met overkapping zou ook volgens diverse artsen luchtvervuiling (fijnstof) worden geweerd en kan er extra ruimte komen voor recreatie en groen.

### Eenrichtingsverkeer
De ringwegen van volgende Belgische steden hebben eenrichtingsverkeer, telkens in tegenwijzerin (aangezien dit de buitenste rijstroken zijn). In volgorde van omtrek:
- Charleroi: via de R9 die rond het hart van de stad ligt, kan men enkel tegen wijzerzin op drie rijvakken rijden (5,1 km). De R3 die verder gelegen is van het centrum, vormt samen met de E42 een volwaardige ring rond de stad.
- Mechelen (sinds augustus-december 2022): de R12 of de Vesten (4,7 km). Bussen kunnen wel nog in beide richtingen rijden. De R6 en de tangent vangen het doorgaand verkeer op.[7]
- Hasselt: de R70, gekend als de Groene Boulevard (2,5 km). De R71 vormt de grote ring voor doorgaand verkeer in beide richtingen.
- Peer: de Noordervest en Zuidervest vormen de facto een ringweg in één richting (1,6 km). De N73 gaat ten noorden rond de stad heen voor doorgaand verkeer in beide richtingen.
- Bree: de wallen vormen de facto een ringweg in één richting (1,3 km).
- Herk-de-Stad: de oude stadsomwalling vormt nu een ringweg rond de historische stadskern, met eenrichtingsverkeer (1,3 km).

## Ringwegen in Nederland

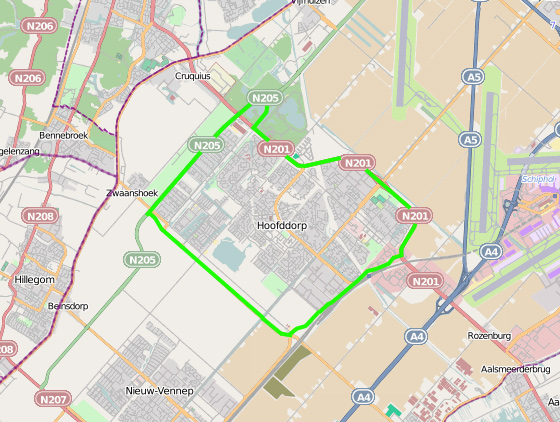
Ring Hoofddorp

Anders dan in België en veel andere landen zijn in Nederland ringwegen meestal niet voorzien van een eigen benaming of eigen nummer. Alleen het woord Ring (al dan niet volledig in hoofdletters) geeft aan hoe de ringweg verloopt over combinaties van verschillende wegen.
Uitzondering is in ieder geval de Amsterdamse A10 en ook de vier Nederlandse centrumringen hebben een min of meer specifieke naam: deze worden namelijk bewegwijzerd als Centrumring. Daarbij hebben de centrumringen van Amsterdam, Den Haag en Rotterdam ook een geheel eigen nummer (namelijk in alle drie de steden S100). De vierde ring rond het de binnenstad ligt in Arnhem en verloopt over ongenummerde wegen.
Ook in Nederland kunnen ringen over verschillende typen wegen verlopen: lokale verbindingswegen, stadsroutes (S-wegen), N-wegen en snelwegen. Alleen de Ring Amsterdam (A10) en de Ring Rotterdam, zijn geheel snelwegen.

## Ringwegen in andere Europese landen
- Denemarken

Autobahn 10 vormt een wijde ring rond Berlijn

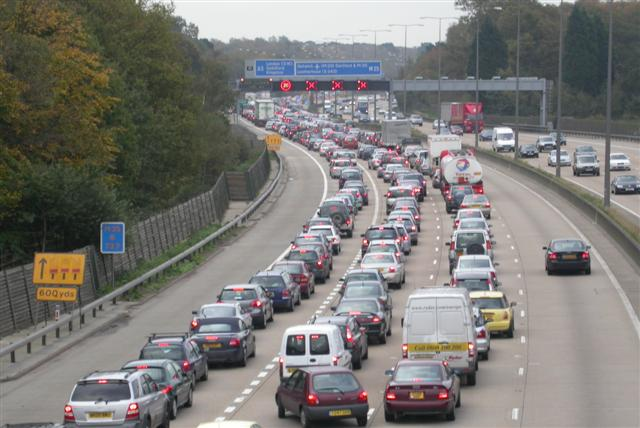
File op de M25 rond Groot-Londen

  - Een aantal Deense steden hebben ringwegen, zie Lijst van Deense ringwegen voor een overzicht.
- Duitsland
  - Berlijn
    - Bundesautobahn 10 of Berliner Ring, 196 km lang
    - Bundesautobahn 100 of Berliner Stadtring (onvolledig)

  - Keulen - De Kölner Autobahnring
- Frankrijk
  - Bordeaux - De Rocade bestaande uit de A630 (linkeroever) en de N230 (rechteroever)
  - Lyon
    - Boulevard Périphérique, een incomplete stadsring rond Lyon
    - De Rocade-Est is een randweg die in een ruimere bocht om het oosten van Lyon loopt

  - Parijs
    - Boulevard Périphérique, stadsring van de Franse hoofdstad. Deze is evenals de Antwerpse ringen en de Brusselse kleine ring gebouwd langs het traject van een eerdere stadsomwalling: De stadswal van Thiers.
    - La Francillienne, op een 20-tal kilometer rond de stad
    - De A86 (Super périphérique parisien), cirkelt om Parijs heen, op 2 tot 7 kilometer buiten het centrum. Deze ring werd gesloten in 2011 met de ingebruikname van de 10 kilometer lange Duplex A86-tunnel.
    - Verder hebben Amiens, Caen, Lens, Nantes, Rennes en Toulouse een wat kleinere ring.
- Griekenland
  - Athene - Attiki Odos
- Hongarije
  - Boedapest - M0
- Ierland
  - Dublin - M50
- Italië
  - Rome - Grande Raccordo Anulare
  - Milaan - Tangenziale (A4, A50 en A51)
- Oostenrijk
  - Wenen - Ringstraße
- Rusland
  - Moskou - MKAD
  - Sint Petersburg - KAD
- Spanje
  - Barcelona - De Rondas, bestaande uit Ronda del litoral en de Ronda de Dalt
  - Madrid - De M-30, de binnenste ring rond de stad, een van de drukste wegen in Europa. Tussen 2004 en 2007 werd deze ringweg grotendeels heraangelegd in tunnels. Het resultaat van deze ondertunneling is omstreden: effecten voor de leefbaarheid zouden beperkt zijn en ook het financieel gevoerde beleid wordt bekritiseerd.[8][9]
- Verenigd Koninkrijk
  - Londen - Motorway M25 of London Orbital, 188 km lang

Almelo · Almere · Alkmaar · Alphen aan den Rijn · Apeldoorn · Assen · Barendrecht · Bergen op Zoom · Den Haag · Dordrecht · Eindhoven · Enschede · Groningen · 's-Hertogenbosch · Hilversum · Hoofddorp · Houten · Leeuwarden · Oud-Beijerland · Parkstad Limburg · Sneek · Tilburg · Utrecht · Weert · Zoetermeer · Zwolle

Ringwegen geheel uitgevoerd als autosnelweg: Amsterdam · Rotterdam

Opgeheven: Maastricht